# Đại Việt Quốc gia Cách mệnh Ủy viên Hội
Đại Việt Quốc gia Cách mệnh Ủy viên Hội là một tổ chức chính trị của người Việt, tồn tại trong một thời gian ngắn ngủi từ 11 tháng 3 đến 19 tháng 4 năm 1945.

## Lịch sử
Tiền thân của tổ chức này là tổ chức Đại Việt Quốc gia Liên minh, được thành lập vào đầu năm 1944, do sự liên minh của các chính đảng Đại Việt Quốc dân Đảng, Đại Việt Quốc gia Xã hội Đảng, Đại Việt Duy dân Cách mệnh Đảng và Đại Việt Dân chính Đảng, về sau có thêm Tân Việt Nam Quốc dân Đảng, với mục đích liên kết với Nhật để chống Pháp, do Nguyễn Xuân Tiếu làm Chủ tịch Ban Chấp hành Trung ương.
Khi Nhật đảo chính Pháp vào ngày 9 tháng 3 năm 1945 thì Đại Việt Quốc gia Liên minh đứng ra lập Ủy ban Chính trị Bắc Kỳ; sau đó, ngày 11 tháng 3 năm 1945, Đại Việt Quốc gia Cách mệnh Ủy viên hội cũng được Đại Việt Quốc gia Liên minh thành lập với mục đích sẽ trở thành một chính phủ lâm thời để tiếp quản quyền điều hành từ tay người Nhật.
Tuy nhiên, bấy giờ Đế quốc Nhật Bản đã chọn giải pháp duy trì thể chế quân chủ của triều đình Huế. Ngày 17 tháng 4 năm 1945, Chính phủ Trần Trọng Kim được thành lập và được Nhật Bản công nhận trên danh nghĩa là chính phủ của nước Việt Nam độc lập và thống nhất. Với sự thừa nhận chính phủ Trần Trọng Kim của người Nhật, Đại Việt Quốc gia Cách mệnh Ủy viên hội mất đi ý nghĩa thành lập và tan rã. Không lâu sau, khi Việt Minh chớp thời cơ giành chính quyền trong Cách mạng tháng 8, vua Bảo Đại tuyên bố thoái vị, đến lượt Đại Việt Quốc gia Liên minh cũng tan rã vì các đảng thành viên không nhất trí quan điểm hành động trong giai đoạn mới.